# Tiedthof

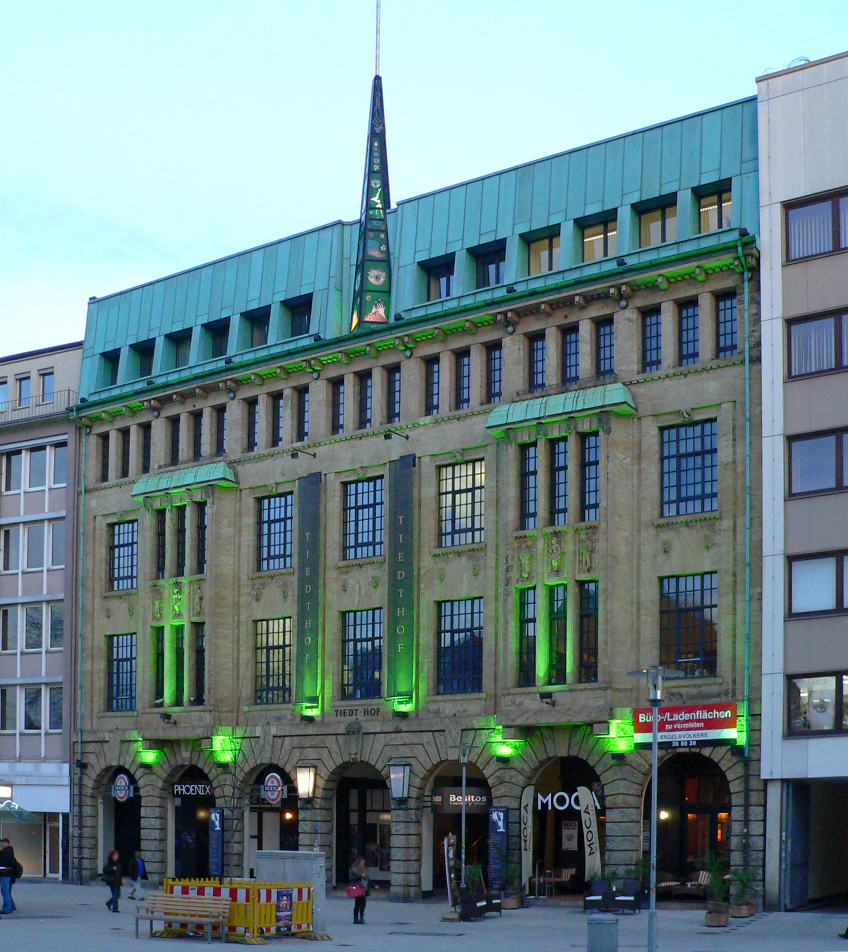
Tiedthof

Der Tiedthof ist ein im Jahr 1910 als Gewerkschaftshaus und Volkshaus erbautes Gebäude in Hannover, das an der Straße Goseriede nahe dem Steintor steht. Es war das erste von der NSDAP besetzte Gewerkschaftshaus in Deutschland und steht unter Denkmalschutz.

## Geschichte

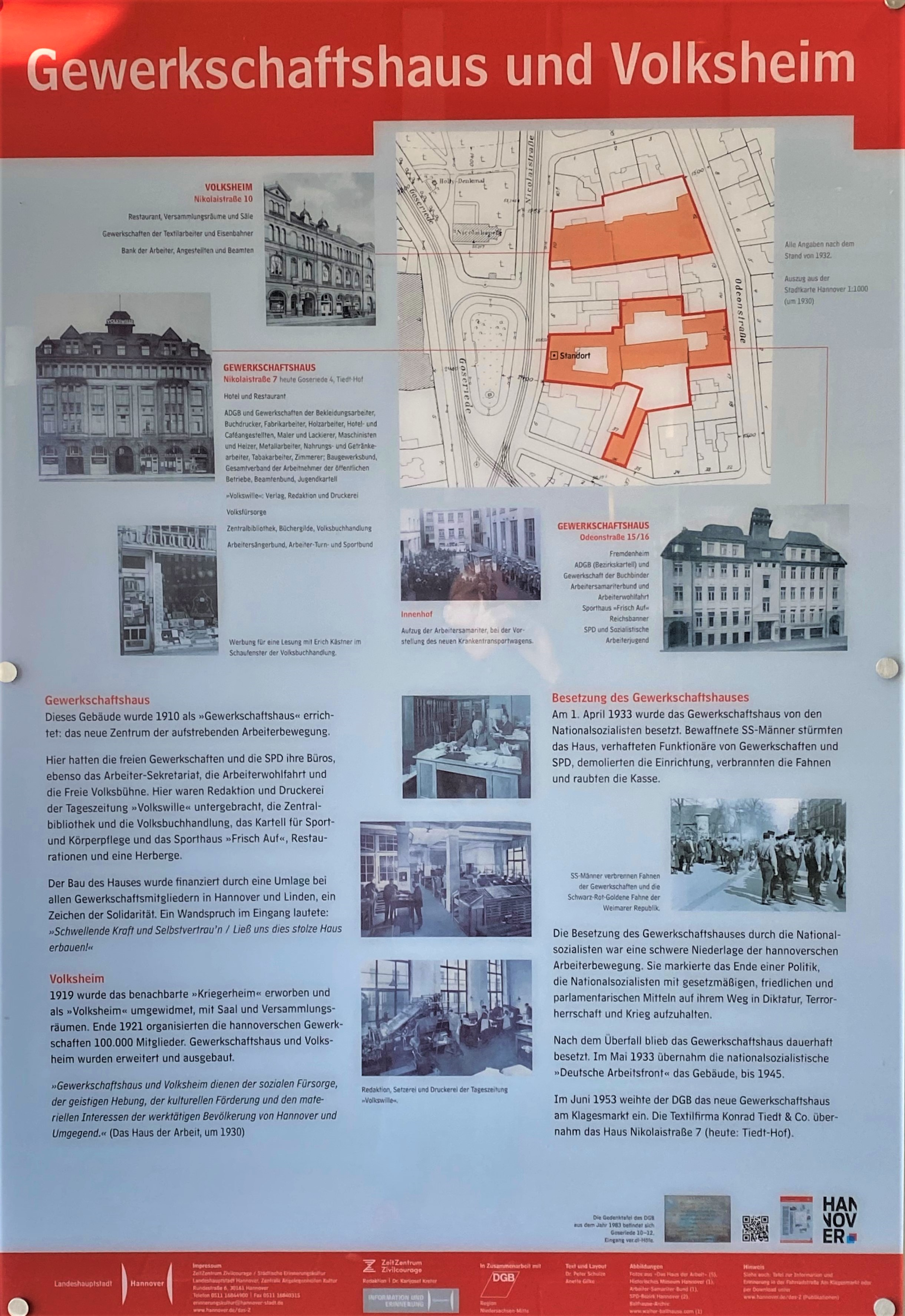
Gedenktafel am Tiedthof (seit 2021)

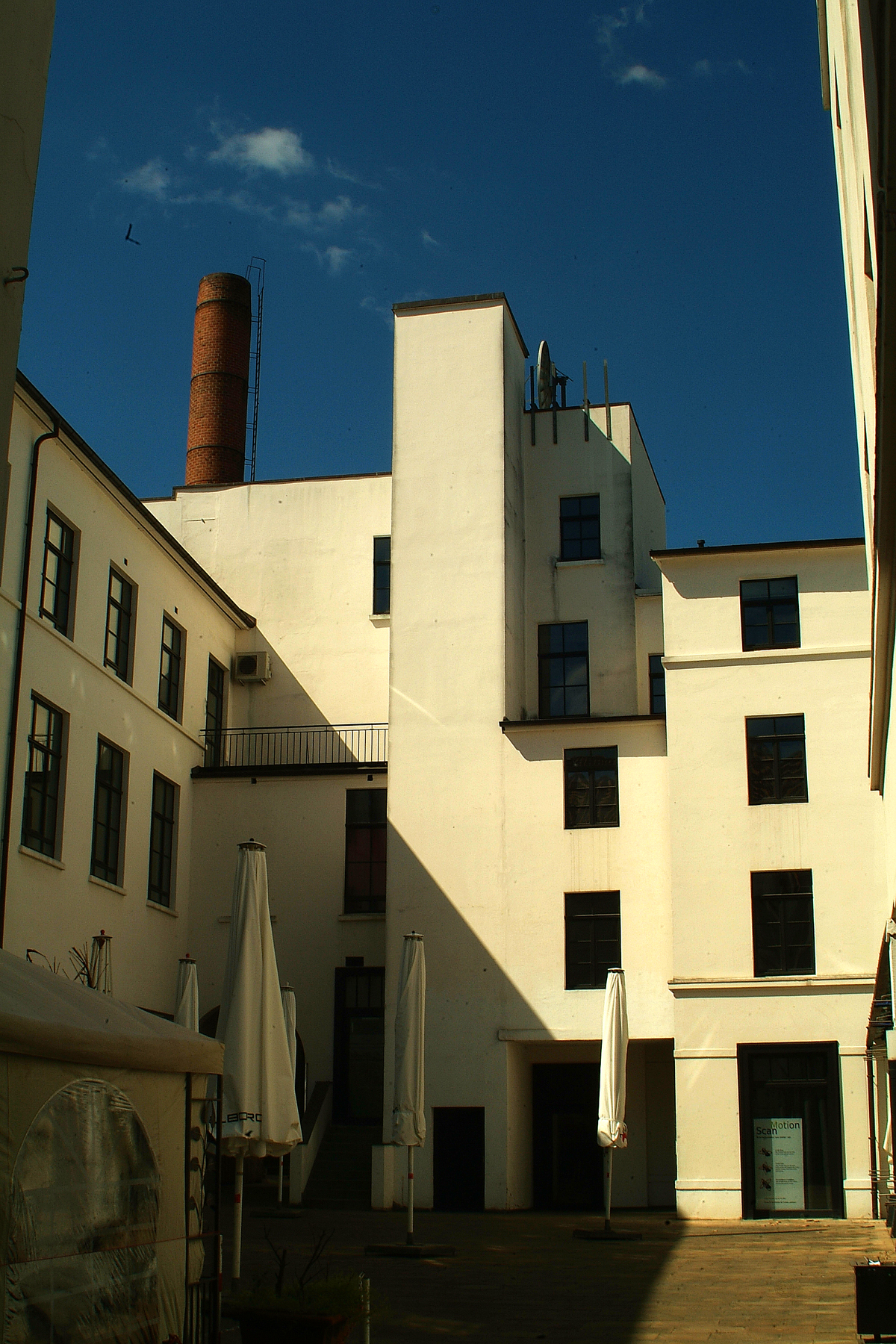
Hinterer Innenhof

Auf dem Grundstück des Tiedthofs (früher Nikolaistraße 7, heute Goseriede 4) stand zuvor eine Textilfabrik. Der Neubau wurde als Haus der hannoverschen Gewerkschaften nach Plänen des hannoverschen Architekten Rudolf Schröder errichtet. Das Vordergebäude an der Straße erhielt eine viergeschossige Monumentalfassade im Stile des Neobarock, in das Grundstücksinnere erstreckten sich Bürotrakte um mehrere Höfe. Es war das Zentrum der sozialdemokratischen Arbeiterbewegung in Hannover. In den Räumen wurde der Allgemeine Deutsche Gewerkschaftsbund untergebracht. Ferner befanden sich dort die Geschäftsstellen der SPD, der Arbeiterwohlfahrt und anderer Arbeiterorganisationen, die Redaktion und Druckerei der Zeitschrift „Volkswille“, ein Hotel, ein Kino, Kultur- und Selbsthilfeeinrichtungen und ein Restaurant. Auf dem Grundstück stand die Veranstaltungshalle „Volksheim“ für 6000 Teilnehmer. Das gesamte Karree hieß im Volksmund „Der rote Block“. 1919 wurde das benachbarte „Kriegerheim“ erworben und als Volksheim umgewidmet, mit Saal und Versammlungsraum.
Nach der Machtergreifung 1933 erfolgten Angriffe der Nationalsozialisten auf dieses Zentrum, die mit Hassparolen („rote Mordzentrale“, „Standortquartier des organisierten Verbrechergesindels“ und so weiter) vorbereitet und begleitet wurden. Schon zu Beginn der 1930er Jahre waren Scheiben eingeworfen worden. Im Februar 1933 folgte eine Hausdurchsuchung im Zusammenhang mit dem Reichstagsbrand. Am 1. April 1933 stürmten SS-Gruppen das gesamte Gebäude. Dies geschah einen Monat vor dem Tag der nationalen Arbeit, worauf einen Tag später am 2. Mai 1933 fast alle anderen Gewerkschaftshäuser in Deutschland von den Nationalsozialisten gestürmt und besetzt wurden. Im Tiedthof wurden die Anwesenden im Hof zusammengetrieben, misshandelt und 25 von ihnen von der SS verhaftet. Vor dem Gebäude wurden Fahnen der Arbeiterorganisationen verbrannt und anschließend zog die SS weiter, um das Haus des Verbandes der Fabrikarbeiter Deutschlands (Rathenauplatz 3) sowie die Druckerei der kommunistischen Neuen Arbeiter-Zeitung (NAZ) (Andertensche Wiese 6) zu besetzen.

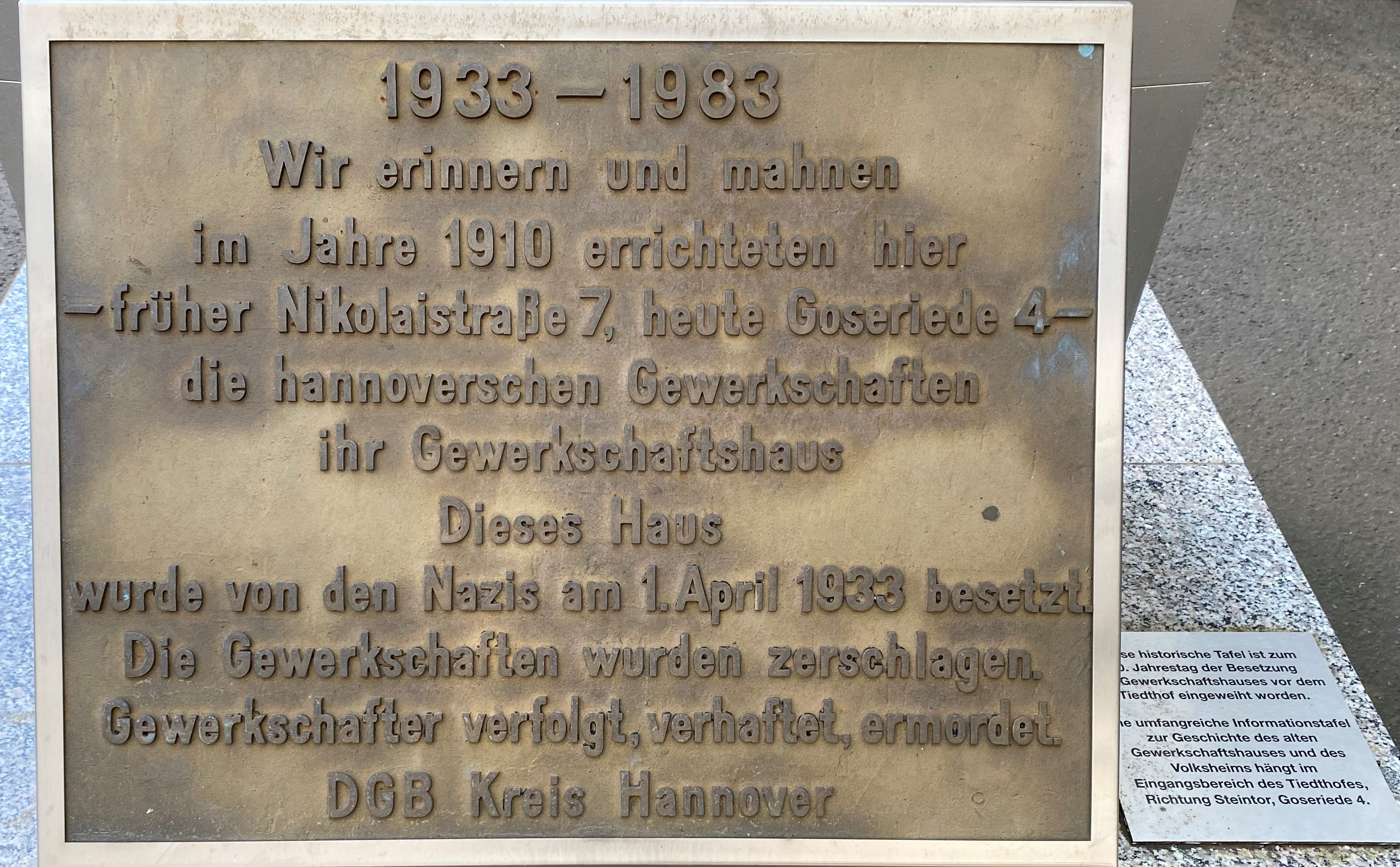
Gedenkstein in den benachbarten Verdi-Höfe

Zur Erinnerung an dieses Ereignis wurde am 1. April 1983 vom DGB Hannover vor dem Haus der Gedenkstein Altes Gewerkschaftshaus Hannover aufgestellt mit der Inschrift: „1933-1983. Wir erinnern und mahnen. Im Jahre 1910 errichteten hier – früher Nikolaistrasse 7, heute Goseriede 4 – die hannoverschen Gewerkschaften ihr Gewerkschaftshaus. Dieses Haus wurde von den Nazis am 1. April 1933 besetzt. Die Gewerkschaften wurden zerschlagen, Gewerkschafter verfolgt, verhaftet, ermordet. DGB Kreis Hannover.“ 
Der Gedenkstein wurde im Jahr 2021 im Zuge der Umbauarbeiten an der Goseriede in die benachbarten Verdi-Höfe versetzt. Im Eingangsbereich des Tiedthofs wurde ebenfalls 2021 eine Gedenktafel der Stadt Hannover und des Deutschen Gewerkschaftsbundes angebracht. Das Gewerkschaftshaus Hannover befindet sich seit 1953 an der benachbarten Otto-Brenner-Straße am Klagesmarkt.
1998 wurde der Gebäudekomplex von der Unternehmensgruppe Christian Peters saniert und zum Geschäftshaus sowie Veranstaltungszentrum umgebaut.